# خسرو باقری
خسرو باقری نوع پرست (زاده ۱۳۳۶ تهران) استاد دانشگاه تهران است. زمینه‌های تخصص وی فلسفه آموزش و پرورش، فلسفه شناخت و روان و تربیت دینی است.
خسرو باقری، استاد دانشگاه تهران است که درجه دکتری خویش را در فلسفه تعلیم و تربیت از دانشگاه نیو ساوت ولز استرالیا دریافت کرده است. وی دوره کارشناسی را در دانشگاه علامه و ارشد را در دانشگاه تربیت مدرس به اتمام رساند و هم‌اکنون در دانشکده روان‌شناسی و علوم تربیتی دانشگاه تهران مشغول تدریس است.

## فلسفه روان‌شناسی
خسرو باقری در فلسفه روان‌شناسی به بررسی پیش فرض‌های مکتب‌های روان‌شناسی پرداخته است. او در نوشته‌های خود به بررسی پیش فرض‌های روان‌شناسی ژان پیاژه، روانکاوی زیگموند فروید، و روان‌شناسی سازه‌های شخصی جرج کلی پرداخته است. خسرو باقری در بررسی پیش فرض‌های فلسفی نظریه جرج کلی، ضرورت تلفیق مطابقت با واقع و صدق درونی را بررسی کرده، و بر اساس آن تلاقی بین سازه‌ها و واقعیت به عنوان نقطه بهینه که در آن سازه‌ها و واقعیت هم‌مرز هستند ممکن می‌شود. این رویکرد از آن جهت اهمیت دارد، که موجب ورود رئالیسم به پراگماتیسم در روان‌شناسی جرج کلی شده است، و سازه‌ها را نظام مند می‌کند.

## علم دینی
عرشیا به امکان دخالت پیش فرض‌های دینی در فرایند شکل‌گیری علوم انسانی پرداخته است، که از این طریق تجربی بودن آن شاخه‌های علوم انسانی کاملاً حفظ می‌شوند، و از طرف دیگر ابطال نظریه‌ها، پیش فرض‌ها را از ابطال یا بررسی تجربی مصون می‌گذارد. این دیدگاه که رویکرد تأسیسی نامیده می‌شود در مقابل دیدگاه‌هایی قرار می‌گرید که باقری آن‌ها را تهذیبی، و دائرةالمعارفی می‌نامد.
وی از منتقدان نگرش سیاسی به علم غربی است و در این باره گفته است: دین داران – از جمله مسلمانان – موضع عقلانی خودشان را شفاف نمی‌کنند و در این موضع می‌روند که ما این طرف هستیم و شما آن طرف و مدام می‌خواهند دیوارها را محکم تر کنند. همین وضعی که در جامعهٔ ما وجود دارد. در صورتی که باید بتوانیم ساحت‌های مختلف را از یکدیگر تفکیک نماییم؛ یعنی باید بتوانیم سیاست غرب را از علم غرب جدا کنیم. هر چند این‌ها با هم نسبتی دارند اما یکی نیستند و یکی کردنشان خطاست، همان‌طور که تفکیک کاملشان هم خطاست. هر مشکلی که جامعهٔ ما به لحاظ سیاسی با غرب دارد به آن ادامه دهد اما اینکه چون غرب به لحاظ سیاسی متجاوز است، پس علمش هم، علم تجاوز است و به آن‌ها تجاوز می‌آموزد، خطاست. ما باید بتوانیم این تفکیک را انجام دهیم و با حوزهٔ فکری و علمی غرب وارد بحث و گفتگوی علمی شویم.

## فلسفه آموزش و پرورش
عرشیا در فلسفه آموزش و پرورش عاملیت انسان را محور و اساس نظریه خود قرار داده است. در زمینه تربیت دینی در حالی که به‌طور سنتی دانشمندان مسلمان فطرت یا حتی ذات انسان را محور بحث تربیت دینی قرار می‌داده‌اند، خسرو باقری نظریه انسان به منزله عامل را مطرح کرده است. توجه به عاملیت انسان باعث می‌شود انسان موجودی پویا نظر گرفته شود که در هر لحظه در معرض تصمیم است و باید تصمیم بگیرد. از این جهت تفاوت عمده دیگری بین نگرش باقری و نگرش سنتی، تقوی است، در حالی که در نگرش سنتی تأکید بر تقوی پرهیز است در نگرش باقری اساس تقوی حضور است، بدین معنی که تربیت واقعی خود را در حضور موقعیت‌ها نشان می‌دهد نه فرار از آنها، و هدف از تربیت به‌دست آوردن تقوی حضور است.

## کتاب‌ها
- نگاهی دوباره به تربیت اسلامی (۱۳۶۸). دو جلد. انتشارات مدرسه
- مبانی شیوه‌های تربیت اخلاقی: نقد تطبیقی علم اخلاق و روان‌شناسی معاصر، (۱۳۷۷) انتشارات سازمان تبلیغات اسلامی.
- چیستی تربیت دینی (بحث و گفتگو با پاول هرست) (۱۳۸۰). نشر تربیت اسلامی.
- مبانی فلسفی فمینیسم (۱۳۸۲) انتشارات دفتر برنامه‌ریزی اجتماعی و مطالعات فرهنگی وزارت علوم، تحقیقات وفناوری.
- نو عمل گرایی و فلسفه تعلیم و تربیت: بررسی پیامدهای دیدگاه ویلارد کواین و ریچارد رورتی در تعلیم و تربیت، (۱۳۸۶) انتشارات دانشگاه تهران.
- درآمدی بر فلسفه تعلیم و تربیت جمهوری اسلامی ایران (۱۳۸۹). دو جلد. انتشارات علمی و فرهنگی
- هویت علم دینی (۱۳۸۲). انتشارات وزارت فرهنگ و ارشاد اسلامی.
- رویکردها و روش‌های پژوهش در فلسفه تعلیم و تربیت (۱۳۸۹). با همکاری نرگس سجادیه و طیبه توسلی. پژوهشکده مطالعات فرهنگی و اجتماعی.
- نظریه‌های روان‌شناسی معاصر: به سوی واقع گرایی سازه گرا (۱۳۸۷)، با همکاری زهره خسروی. نشر علم
- گفتگوی معلم و فیلسوف (۱۳۹۲) انتشارات علمی فرهنگی.
- الگوی مطلوب آموزش و پرورش در جمهوری اسلامی ایران(۱۳۸۹). تهران: انتشارات مدرسه.
- فبک در ترازو: نگاهی انتقادی از منظر فلسفه تعلیم و تربیت اسلامی. پژوهشگاه علوم انسانی و مطالعات فرهنگی، ۱۳۹۴.
- یک رؤیا و دو بستر: تنش زدایی از دانشگاه و علوم انسانی. تهران: None، ۱۳۹۶.
- عاملیت انسان رویکردی دینی و فلسفی. نشر واکاوش، تهران: ۱۳۹۹

## ترجمه
- در باب استعداد آدمی:گفتاری در فلسفه تعلیم و تربیت، ایزرییل شفلر، انتشارات سمت
- خویشتن از هم گسیخته، رونالد دیوید لینگ، انتشارات رشد
- روان‌شناسی کودکان محروم از پدر، به همراه محمد عطاران، آدامز، انتشارات تربیت
- کودک و برنامه درسی جان دیویی
- . «دانشگاه‌ها به مثابه فضاهای تأملی.» تهران: دانشگاه شهید بهشتی، ۱۳۹۷.

## بازنشر آثار
آثار ادبی خسرو باقری توسط برخی از سازمانها و مراکز در ایران بازنشر شده است:
- بازنشر اثر خسرو باقری در سایت پرتال جامع علوم انسانی[۱۳]
- بازنشر اثر خسرو باقری در سایت مرکز دائرة المعارف بزرگ اسلامی[۱۴]